# Libanesische Front
Die Libanesische Front (LF; arabisch الجبهة اللبنانية, französisch Front libanaise) war eine libanesisch-national orientierte Koalition von überwiegend christlichen Parteien, die 1977 während des Libanesischen Bürgerkrieges gebildet wurde. Einer der Mitbegründer der Libanesische Front war der frühere Präsident der UN-Generalversammlung Charles Habib Malik.
Sie war dazu bestimmt, als Gegenkraft zu der Libanesischen Nationalbewegung (LNM) von Kamal Dschumblat, dem damaligen Führer der Drusen, und zahlreichen panarabischen und islamistischen Milizen zu agieren.
In den letzten Jahren gab es Versuche, die Koalition zu erneuern.

## Mitglieder
Ihre Hauptbeteiligten waren die Kata’ib-Partei von Pierre Gemayel, Suleiman Frangieh und seine Marada-Brigade, die National-Liberale Partei (NLP) von Camille Chamoun und die Wächter der Zedern von Etienne Saqr. Die Gründer der Koalition arbeiteten für einige Jahre zusammen bis zu den Ereignissen des Jahres 1978. Die Allianz wurde zerstört durch israelische Einflüsse und durch das Erscheinen von Bachir Gemayel auf der politischen Bühne und seine Aktionen gegen die christlichen Verbündeten seines Vaters.
Zu Beginn des Krieges zählte die noch nicht formell etablierte Front grob gerechnet 18.000 Milizionäre, aber diese Zahl schwankte. Die Phalange-Miliz war mit 8.000 Mann die größte Kraft, danach folgten die Tiger-Miliz (NLP) und die Marada-Brigade mit jeweils 3.500 Mann. Die Tanzim-Miliz mit 1.500 Mann, die Wächter der Zedern mit 1.000 und der Orden der maronitischen Mönche mit 200 Kämpfern bildeten den Rest.

## Im Bürgerkrieg
Die Libanesische Front war eine lose politische Koalition und die stärkste christliche Kraft. Suleiman Frangiehs Marada-Brigade beendete ihre Einbindung in die Libanesische Front im Jahre 1978, als Tony Frangieh und seine Familie getötet wurden und  Bachir Gemayel (der Sohn Pierre Gemayels) und die Forces Libanaises erfolglos versuchten, die Marada-Brigade mit Gewalt zu übernehmen. Die Forces Libanaises übernahmen allerdings die Tigers Militia (auch Ahrar-Miliz) in den frühen 1980er Jahren. Nach dem gewaltsamen Zwischenfall beendete die Chamoun-Familie ihre Verbindung mit der Libanesischen Front.
Die Mitglieder brachen mit der Koalition, als Bachir Gemayel versuchte, die Milizen ihrer Mitglieder zu absorbieren, was zu blutigen Angriffen auf seine Verbündeten führte. Manche glauben, dass das Auseinanderbrechen der Koalition und das Zerwürfnis mit den prominenten christlichen Führern letztendlich zu seiner Ermordung führten.